# Jevgenij Onjegin (opera)
Jevgenij Onjegin (ruski: Евгений Онегин, Yevgény Onégin, IPA: [jɪvˈɡʲenʲɪj ɐˈnʲeɡʲɪn]), Op. 24, je opera u tri čina (sedam scena), skladatelja Petra Iljiča Čajkovskog. Libreto je strukturirao sam skladatelj, vrlo precizno prati određene dijelove romana u stihovima Jevgenij Onjegin Aleksandra Sergejeviča Puškina, pri čemu je zadržan velik udio njegovih stihova. Konstantin Šilovski, prijatelj Čajkovskog, pridodao je stihove za Monsieura Triqueta u prvoj sceni drugog čina, dok je sam Čajkovski uredio tekst za Lenskijev arioso u prvoj sceni prvog čina i tekst za gotovo čitavu Ariju princa Gremina u prvoj sceni trećega čina.
Jevgenij Onjegin je dobro poznat primjer lirske opere, kojoj je Čajkovski dodao dramatičnu glazbu. Priča se bavi sebičnim junakom koji zažali jer je uštogljeno odbio ljubav djevojke i zbog nemarnoga izazivanja dvoboja protiv svoga najboljeg prijatelja.
Opera je prvi put izvedena u Moskvi 1879. Postoji nekoliko snimljenih izvedba opere i redovno je izvode. Naslovljena je prema glavnom junaku.

## Povijest djela
U svibnju 1877. operna pjevačica Jelisaveta Lavrovskaja razgovarala je s Čajkovskim o mogućnosti stvaranja opere utemeljene na Puškinovu romanu u stihu Jevgenij Onjegin. U početku se, sudeći prema njegovim memoarima, skladatelju zamisao činila neostvarivom.  Čajkovskome se činilo da roman nema dovoljno upečatljiv zaplet - bogati kicoš odbije mladu djevojku iz provincije, ona uspješno izraste u kozmopolitsku ženu, on je pokuša zavesti, ali prekasno. Snaga romana sastoji se u razvoju likova i društvenom komentaru, kao i ljepoti književne izvedbe. Međutim, vrlo skoro, nakon neprospavane noći, Čajkovski je prigrlio ideju. Prijedlog je u njemu izazvao uzbuđenje i napisao je scenarije u samo jednoj noći prije nego što je započeo sa stvaranjem glazbe.
Čajkovski je, uz manji angažman Konstantina Šilovskog, koristio izvorne stihove iz Puškinovog romana i odabrao je scene koje uključuju prikaz emotivnoga svijeta i sudbinu njegovih junaka, nazvavši operu "lirske scene". Opera je epizodična, nema kontinuirane priče, odabrani su samo bitni trenutci iz Onjeginova života. Skladatelj je operu dovršio u siječnju 1878.

## Povijest izvođenja
Čajkovski se brinuo oko toga hoće li javnost prihvatiti operu, kojoj su nedostajale tradicionalne promjene scene. Vjerovao je da njezina izvedba zahtijeva potpunu jednostavnost i iskrenost. S time je na umu prvu produkciju povjerio studentima Moskovskog konzervatorija. Premijera je održana 29. ožujka 1879. u Malom teatru u Moskvi, pod dirigentskom palicom Nikolaja Rubinsteina, uz scenografiju Karla Valtsa.
Dvije godine kasnije, održana je prva izvedba opere u Boljšoj teatru u Moskvi - 23. siječnja 1881. s Eduardom Napravnikom kao dirigentom. 
Izvan Rusije početni prijem opere bio je mlak. Opera je vrlo polagano dolazila u europske gradove, doživljavana je kao ruski kuriozitet. Prva izvedba izvan Rusije bila je 6. prosinca 1888. Pragu, pod vodstvom samoga Čajkovskog, iako je probe vodio Adolf Čech. Opera je izvedena na češkome jeziku, u prijevodu Marie Červinková-Riegrove. 
Prva izvedba u Hamburgu, 19. siječnja 1892., održana je pod vodstvom Gustava Mahlera, u prisutnosti skladatelja. Čajkovskome se pljeskalo nakon svake scene i na kraju je morao izlaziti na bis. Taj je uspjeh on pripisao Mahleru, kojeg je opisao kao "ne nekoga tko je prosječan, nego jednostavno genij koji izgara od želje za dirigiranjem".
Prva izvedba u Engleskoj bila je 17. listopada 1892. u kazalištu Olympic u Londonu pod dirigentskom palicom Henryja J. Wooda. Otpjevana je na engleskom jeziku, u prijevodu H. S. Edwardsa.
Beč je operu Jevgenij Onjegin prvi put vidio 19. studenoga 1897., iznova pod dirigentskom palicom Gustava Mahlera. U Hrvatskoj je opera prvi put izvedena nešto ranije, 30. listopada 1897., i to u hrvatskome prijevodu Đure Devića.
Premijera je u Sjedinjenim Američkim Državama održana 24. ožujka 1920. Metropolitanskoj operi u New Yorku. Otpjevana je tom prilikom na talijanskom.

## Uloge
| Uloga                                                                                          | Glas         | Moskovska premijera, 29. ožujka 1879. (Dirigent: Nikolaj Rubinstein) | Premijera u Boljšoj Teatru 23. siječnja 1881. (Dirigent: Eduard Napravnik) |
| ---------------------------------------------------------------------------------------------- | ------------ | -------------------------------------------------------------------- | -------------------------------------------------------------------------- |
| Larina, vlasnica rezidencije                                                                   | mezzo sopran |                                                                      |                                                                            |
| Tatjana, njezina kći                                                                           | sopran       | Marija Klimentova                                                    | Jelena Verni                                                               |
| Olga, Tatjanina sestra                                                                         | alt          | Aleksandra Levickaja                                                 | Aleksandra Krutikova                                                       |
| Filipjevna, dadilja                                                                            | mezzo sopran |                                                                      |                                                                            |
| Vladimir Lenski                                                                                | tenor        | Mihail Medvjedev                                                     | Dmitri Usatov                                                              |
| Jevgenij Onjegin                                                                               | bariton      | Sergej Giljov                                                        | Pavel Koklov                                                               |
| Princ Grjemin                                                                                  | bas          | Vasilij Makalov                                                      | Abram Abramov                                                              |
| Zapovjednik jedinice                                                                           | bas          |                                                                      |                                                                            |
| Zarecki                                                                                        | bas          |                                                                      |                                                                            |
| Triquet, Francuz                                                                               | tenor        |                                                                      |                                                                            |
| Guillot, Onjeginov sluga                                                                       | statist      |                                                                      |                                                                            |
| Zbor, statisti: seljaci, seljanke, gosti na balu, zemljoposjednici i njihove supruge, časnici. |              |                                                                      |                                                                            |

## Orkestracija
Izvor: Tchaikovsky research
- Drvena puhačka glazbala: pikolo, dvije flaute, dvije oboe, dva klarineta (A, b), dva fagota
- Limena puhačka glazbala: četiri roga (F), dvije trube (F), tri trombona
- Glazbala sa žicama: violine, viole, violončela, kontrabasi, harfa
- Udaraljke: timpani

## Sažetak
Vrijeme radnje: 1820-e
Mjesto radnje: Sankt-Peterburg i okolica

### Prvi čin
Scena 1: Vrt ladanja Larinovih
Larina i dadilja Filipjevna sjede u vrtu. Čuju dvije kćeri gospođe Larine, Tatjanu i njezinu mlađu sestru Olgu, kako pjevaju ljubavnu pjesmu. Larina se počinje prisjećati razdoblja svoga udvaranja i vjenčanja. Skupina seljaka ulazi i slavi žetvu pjesmama i plesovima. Tatjana i Olga gledaju. Tatjana je čitala ljubavni roman i uvučena je u priču; njezina bezbrižna sestra, s druge strane, želi se pridružiti žetvenim svečanostima. Madam Larina govori Tatjani da se pravi život uvelike razlikuje od njezinih romana. Filipjevna najavljuje dolazak gostiju, Olginog zaručnika Lenskog, mladog pjesnika, i njegova prijatelja Jevgenija Onjegina, koji su u posjet tome području stigli iz Sankt-Peterburga. Njih dvojica uvedeni su k obitelji i Lenski im predstavlja Onjegina. Onjegin je isprva iznenađen time što je Lenski odabrao ekstrovertiranu Olgu za zaručnicu, a ne njezinu suptilniju stariju sestru. Tatjana istoga trenutka osjeća snažnu privlačnost prema Onjeginu. Lenski izražava svoj užitak time što je vidio Olgu, na što ona koketno odgovara. Onjegin Tatjani priča o tome kako mu je dosadno u provinciji i opisuje smrt svoga ujaka, nakon čega je naslijedio njegovo obližnje imanje. Filipjevna primjećuje da je Onjegin ostavio dubok dojam na Tatjanu.
Scena 2: Tatjanina soba
Tatjana je odjevena za spavanje. Nemirna je, ne može zaspati, moli svoju dadilju Filipjevnu da joj priča o svojoj mladosti i braku. Tatjana priznaje da se zaljubila. Ostavljena nasamo, Tatjana svoje osjećaje izlijeva u pismo Onjeginu. U njemu mu piše da ga voli i vjeruje da ne će nikad takvo nešto osjećati prema nekome drugom, te ga moli za razumijevanje i pomoć. Pisanje pisma dovršava u zoru. U daljini se čuje pastirska frula. Filipjevna ulazi u sobu probuditi Tatjanu, ona je uvjeri neka pošalje svoga unuka da odnese pismo Onjeginu.
Scena 3: Na imanju
Sluškinje beru voće i pjevaju dok rade. Tatjana napeto iščekuje Onjeginov dokazak. Onjegin ulazi da bi vidio Tatjanu i dao joj odgovor na njezino pismo. Objašnjava, na lijep način, da on nije čovjek koji bi lako zavolio i da nije prikladan za brak. Nije vrijedan njezine ljubavi i može joj ponuditi samo bratsku ljubav. Upozorava Tatjanu da ne bude tako emotivno otvorena ubuduće. Iznova se čuju glasovi sluškinja. Tatjana je slomljena i nesposobna reagirati.

### Drugi čin
Scena 1: Plesna dvorana u domu Larinih
Odvija se bal povodom Tatjaninog imendana. Onjegin pleše s njom. Sve ga više nervira skupina susjeda koji ogovaraju njega i Tatjanu, a i Lenski koji ga je uvjerio da dođe na bal. Zbog toga je odlučio uzvratiti plešući i flertujući s Olgom. Lenski je zapanjen i obuzima ga snažna ljubomora. Napao je Olgu, ali ona smatra kako ni u čemu nije pogriješila i govori mu neka ne bude smiješan. Onjegin iznova moli Olgu za ples i ona pristaje, za "kaznu" Lenskome zbog ljubomore. Vremešni francuski učitelj Monsieur Triquet pjeva Tatjani u čast, nakon čega se sukob Lenskog i Onjegina pojačava. Lenski se odriče svoga prijateljstva s Onjeginom pred okupljenima i izaziva ga na dvoboj, koji je Onjegin prisiljen prihvatiti. Tatjana se sruši i bal završava u zbrci.
Scena 2: Na obalama šumskog potoka, rano ujutro
Lenski čeka Onjegina sa svojim sekundantom Zareckim. Promišlja svoj život, strah od smrt i ljubav prema Olgi. Onjegin stiže sa svojim slugom Guillotom. I Lenski i Onjegin teška srca kreću u dvoboj, svjesni besmislenosti njihova iznenadnog neprijateljstva. Ali prekasno je, nitko nema hrabrosti spriječiti taj dvoboj. Zarecki im daje znak i Onjegin ubije Lenskoga. 

### Treći čin
Scena 1: Kuća bogatoga veledostojnika u Sankt-Peterburgu
Prošlo je pet godina tijekom kojih je Onjegin putovao širom Europe. Stojeći sam na balu, razmišlja o ispraznosti svoga života i kajanju zbog smrti Lenskoga. Princ Grjemin ulazi s Tatjanom, svojom suprugom, sada veličanstvenom profinjenom krasoticom. Mnogi je uzvanici pozdravljaju s velikim uvažavanjem. Onjegin je zapanjen kada ugleda Tatjanu, i duboko ga se dojmila njezina ljepota i plemenito držanje. Tatjana je, s druge strane, preplavljena emocijama kada ga prepozna, ali pokušava to suspregnuti. Grjemin Onjeginu priča o svojoj velikoj sreći i ljubavi prema Tatjani, i iznova upoznaje Onjegina sa svojom suprugom. Onjegin, iznenada osjećajući nalet novoga života, shvaća da je zaljubljen u Tatjanu. Odlučio je pisati joj i dogovoriti susret.
Scena 2: Soba u kući Princa Grjemina
Tatjana je primila Onjeginovo pismo, koje je razbuktalo strast koju je za njega osjećala kao mlada djevojka i uznemirilo ju je. Onjegin ulazi. Tatjana se prisjeća njegovih osjećaja u prošlosti i pita zašto joj udvara. Je li to zbog njezina položaja u društvu? Onjegin poriče bilo kakvu vanjsku motivaciju: njegova je strast stvarna i sveobuhvatna. Tatjana, ganuta do suza, osvrće se na to kako su jednom bili blizu sreći, ali svejedno ga moli neka ode. Onjegin je moli da se smiluje. Tatjana priznaje da i dalje voli Onjegina, ali ustvrđuje kako njiha ljubav ne može biti ostvarena, s obzirom na to da je ona sada udana, i odlučna ostati vjerna svome suprugu, unatoč svojim stvarnim osjećajima. Onjegin je nagovara da malo popusti, ali ona mu poželi zauvijek zbogom, ostavljajući ga samoga i očajnog. 

## Glavne arije i brojevi
Prvi čin
Arija: "Ah, Tanja, Tanja" (Olga)
Arija: "Da sam ja čovjek kojega je sudbina odredila" (Onjegin)
Arija: Pismo-arije "Pusti me da umrem, ali prvo...„ (Tatjana)
Drugi čin
Ples: Valcer
Arija: "kamo ste nestali, o zlatni dani moga proljeća?" ("Kuda, kuda vï udalilis, vesni mojej zlate dni") «Куда, куда вы удалились, весны моей златые дни» (Lenski)
Treći čin
Ples: poloneza
Arija: "Moći ljubavi svi se ljudi pokoravaju" «Любви все возрасты покорны»  (Grjemin)
Scena: Finale (Onjegin, Tatjana)

## Struktura
Izvor: Tchaikovsky Research
| Uvod Prvi čin No.1 – Duet i kvartet No.2 – Zbor i ples seljaka No.3 – Scena i Olgina arija No.4 – Scena No.5 – Scena i kvartet No.6 – Scena No.6a – Arija Lenskoga No.7 – Završna scena No.8 – Uvod i scena s dadiljom No.9 – Scena s pismima No.10 – Scena i duet No.11 – Zbor djeva No.12 – Scena No.12a – Onjeginova arija | Drugi čin No.13 – Međuigra i valcer No.14 – Scena i Triquetovi kupleti No.15 – Mazurka i scena No.16 – Finale No.17 – Scena No.17a – Arija Lenskoga No.18 – Scena dvoboja Treći čin No.19 – Poloneza No.20 – Scena i ples No.20a – Arija princa Grjemina No.21 – Scena No.21a – Onjeginova arija No.22 – Završna scena |

## Vanjske poveznice
- Eugene Onegin: Scores at the International Music Score Library Project (IMSLP)
- Libretto
  - Russian libretto in HTML
  - Russian libretto in zip file for Word
  - German translation of libretto  Arhivirana inačica izvorne stranice od 27. rujna 2007. (Wayback Machine)
- Tchaikovsky Research
- Upcoming performances at major halls